# Glacier Engine
Die Glacier Engine (von englisch Gletscher) ist eine vom dänischen Entwicklerstudio IO Interactive entwickelte Game-Engine für den Einsatz in eigenen Projekten. Es gibt zwei Generationen dieser Technologie.

## Entwicklungsgeschichte
Die Arbeit an der ersten Generation der Engine wurde 1994 von IO Interactive begonnen. Das erste auf dieser Technologie basierende Spiel war Hitman: Codename 47, ein Stealth-Action-Spiel aus dem Jahr 2000. Seitdem wurde die Technologie über mehrere Jahre hinweg ständig weiterentwickelt und wird nur in den Spielen von IO Interactive selbst verwendet. Das letzte Spiel der ersten Generation der Engine war Kane & Lynch 2: Dog Days, das 2010 veröffentlicht wurde.
Beginnend mit Hitman: Absolution aus dem Jahr 2012 kommt die zweite Generation der Engine zum Einsatz: Glacier Engine 2. Das 2016 veröffentlichte Spiel Hitman baut ebenfalls auf der zweiten Generation.
Im Jahr 2014 wurde bekannt, dass die Firma Eidos Montréal (eine Tochtergesellschaft von Eidos Interactive, dem Herausgeber der Hauptspiele IO Interactive) die zweite Generation der Glacier Engine für den Eigenbedarf lizenziert. Darauf basierend wurde die Dawn Engine entwickelt, die erstmals in Deus Ex: Mankind Divided im Jahr 2016 verwendet wurde.

## Technisches
Die Glacier-Engine der ersten Generation enthält mehrere für die Entwicklung notwendige Tools: Visual Scene Editor und Visual Scene Player zum Arbeiten mit Zwischensequenzen, einen Level-Editor, mehrere Tools zum Arbeiten mit Texturen, Objekten und Sound sowie dessen eigene Plug-ins für 3ds Max, Adobe Photoshop und Pro Tools.
Mit der grundlegenden Physik kann das Verhalten von Fahrzeugen, Kollisionen und herabfallenden Objekten simuliert werden. Bei späteren Projekten der Glacier-Engine hat das Unternehmen bereits auf die Verwendung einer eigenen Physik-Engine verzichtet und die kommerzielle Physik-Engine Havok integriert.
Für die Arbeit mit Licht werden Lightmaps (Shadow Maps), Per-Pixel- und Vertex-Shader, volumetrische Beleuchtung und vorgerenderte (oder in Echtzeit angezeigte) Licht und Schatten unterstützt. Die Engine unterstützt auch MIP- und Bumpmapping, LOD für Objekte, inverse Kinematik sowie Frame-by-Frame- und Skelett-Animation.
Ebenfalls unterstützt werden eine Reihe von grafischen Effekten, einschließlich Lichtreflexionen, Bewegungsunschärfe und Schärfentiefe. Traditionell bieten Engines ihrer Zeit die Möglichkeit, verschiedene Wettereffekte (z. B. Nebel oder Regen) mithilfe des Partikelsystems zu erzeugen. Mit der Shader-Unterstützung können sie Effekte wie Wasser mit Wellen, Lichtbrechungen und Reflexionen implementieren.
Die integrierte Sound-Engine von Glacier unterstützt ebenfalls akustische Effekte für Sound, die von der A3D- oder EAX-Software erzeugt werden.
Das Speichersystem basiert auf dem ZIP-Dateiformat, was den Zugriff auf Archive mit Spieldaten erleichtert.
Ab der zweiten Generation, Glacier Engine 2, wurde die Engine wesentlich überarbeitet. Eine der größeren Neuerungen war die gleichzeitige Anzeige großer Gruppen von NPCs, die ohne merklichen Performanceverlust miteinander und mit dem Spieler interagieren können.

## Videospiele

### 1. Generation
- 2000: Hitman: Codename 47
- 2002: Hitman 2: Silent Assassin
- 2003: Freedom Fighters
- 2004: Hitman: Contracts
- 2006: Hitman: Blood Money
- 2007: Kane & Lynch: Dead Men
- 2009: Mini Ninjas
- 2010: Kane & Lynch 2: Dog Days

### 2. Generation
- 2012: Hitman: Absolution
- 2012: Hitman: Sniper Challenge
- 2016: Hitman
- 2016: Deus Ex: Mankind Divided (unter Dawn Engine)
- 2018: Hitman 2
- 2021: Hitman 3